# Америка (Люблінське воєводство)
Америка (пол. Ameryka) — село в Польщі, у гміні Мірче Грубешівського повіту Люблінського воєводства. Населення — 74 особи (2011).

## Історія
1-5 липня 1947 року під час операції «Вісла» польська армія виселила зі села на щойно приєднані до Польщі північно-західні терени 1 українця.
У 1975—1998 роках село належало до Замойського воєводства.

## Демографія
Демографічна структура станом на 31 березня 2011 року:
|          | Загалом | Допрацездатний вік | Працездатний вік | Постпрацездатний вік |
| -------- | ------- | ------------------ | ---------------- | -------------------- |
| Чоловіки | 37      | 5                  | 26               | 6                    |
| Жінки    | 37      | 6                  | 19               | 12                   |
| Разом    | 74      | 11                 | 45               | 18                   |